# Du Qiong (peintre)
Pour le conseiller des Shu, voir Du Qiong.
Du Qiong (chinois simplifié : 杜琼 ; chinois traditionnel : 杜瓊 ; pinyin : Dù Qióng ; Wade : Tu Ch'iung), né en 1396 à Suzhou dans la province du Jiangsu et mort en 1474, est un peintre paysagiste, calligraphe et poète chinois de la dynastie Ming.

## Biographie
Il peint dans le style de Dong Yuan. Son prénom de lettré est "avec perfection" (Yongjia, 用嘉) et ses autres pseudonymes "le cultivateur de Dongyuan" (Dongyuan gengzhe, 东原耕者) et le taoïste de Luguan (Luguan daoren, 鹿冠道人). Il n'est probablement pas rémunéré pour exercer son art.
Son style est plutôt proche de celui de Wang Meng. Il utilise des pinceaux secs et de l’encre diluée pour effectuer ses effets. 
Il a participé à la formation de Shen Zhou, peintre célèbre de l'époque Ming.